# Dorfkirche Rönnebeck (Brandenburg)

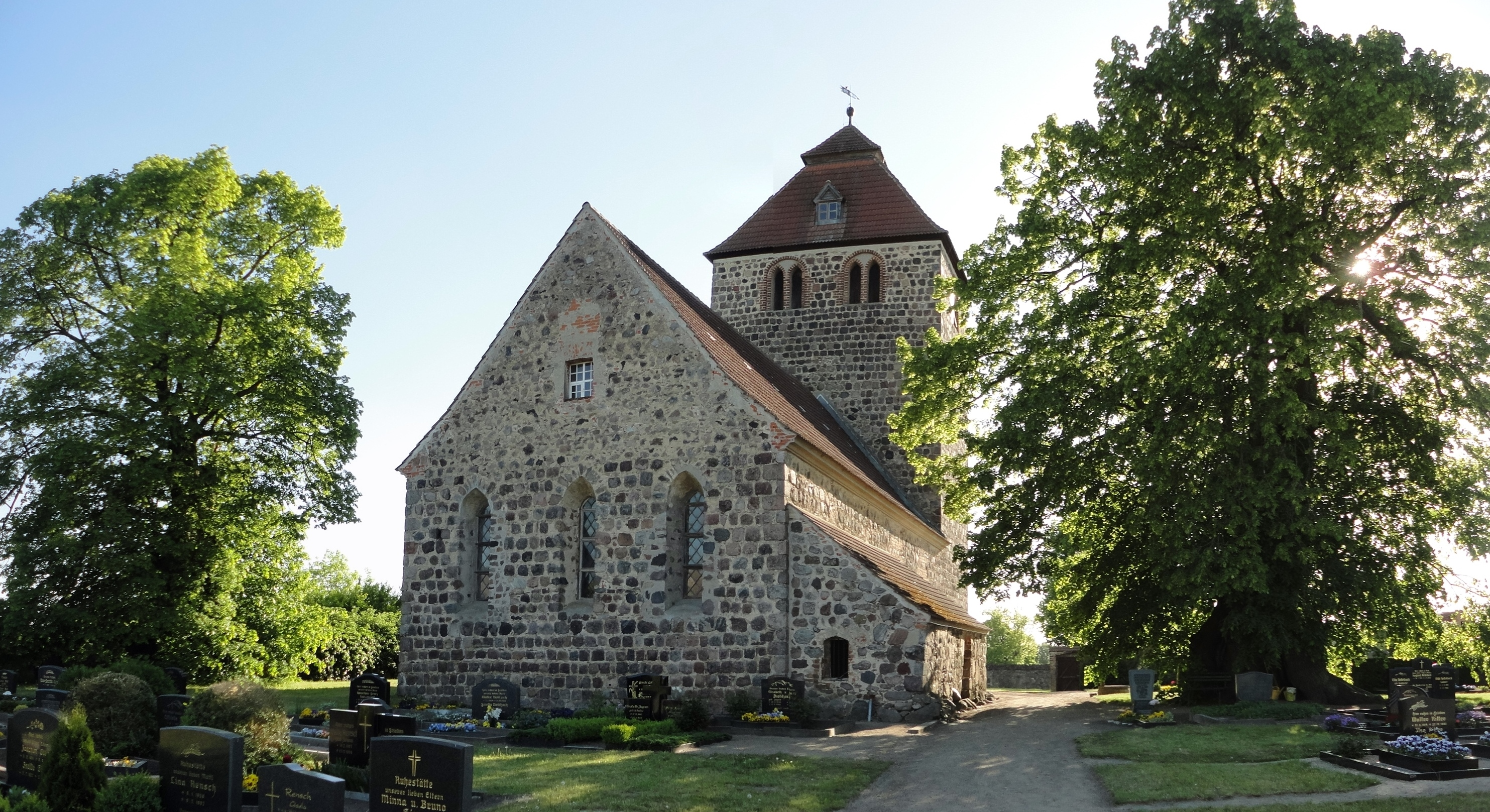
Ostansicht mit Friedhofslinden und Sakristei

Die Dorfkirche Rönnebeck ist ein Kirchengebäude im Ortsteil Rönnebeck der Gemeinde Sonnenberg  im Landkreis Oberhavel  des deutschen Bundeslandes Brandenburg.

## Architektur

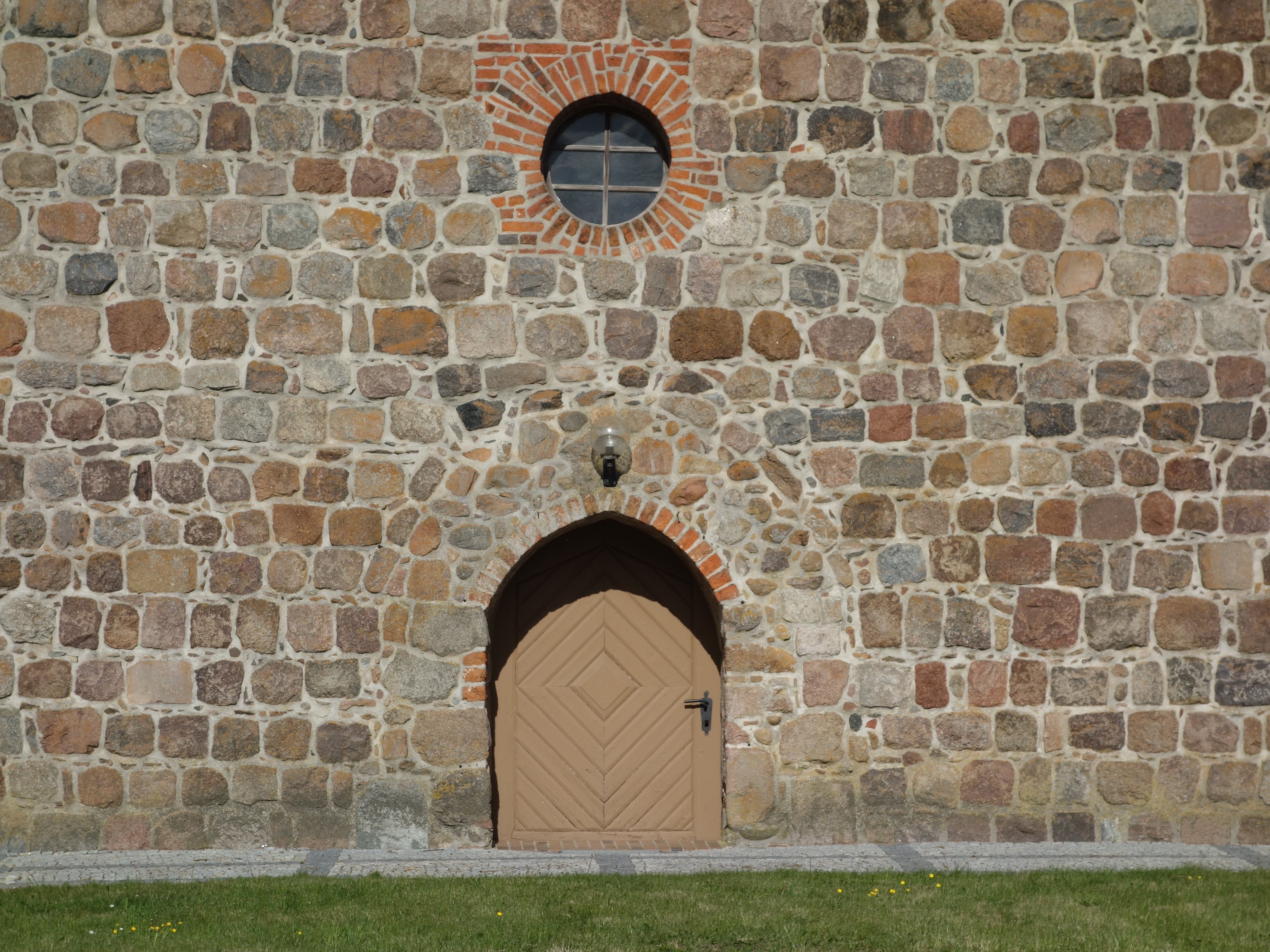
Westportal

Die Kirche ist ein Saalbau aus der zweiten Hälfte des 13. Jh. Der Westturm hat die Breite des Kirchenschiffes und ist als Wehrturm errichtet worden. Die oberen Geschosse sind nur von außen über den noch vorhandenen hochgelegenen spitzbogigen Einstieg auf der Südseite zu erreichen; das Westportal wurde nachträglich eingebrochen, vermutlich zur Zeit der Spätgotik. Darüber ein befindet sich ein (erneuertes) Kreisfenster, das ebenso wie die gekuppelten Schallöffnungen aus Backstein gemauert ist. Im Übrigen sind nur schmale Schlitzöffnungen vorhanden. Das pyramidale Turmdach mit Laterne wurde 1912 erneuert.
Der Chor ist nicht eingezogen, sondern hat ebenfalls die Breite des Schiffes und einen flachen Abschluss.

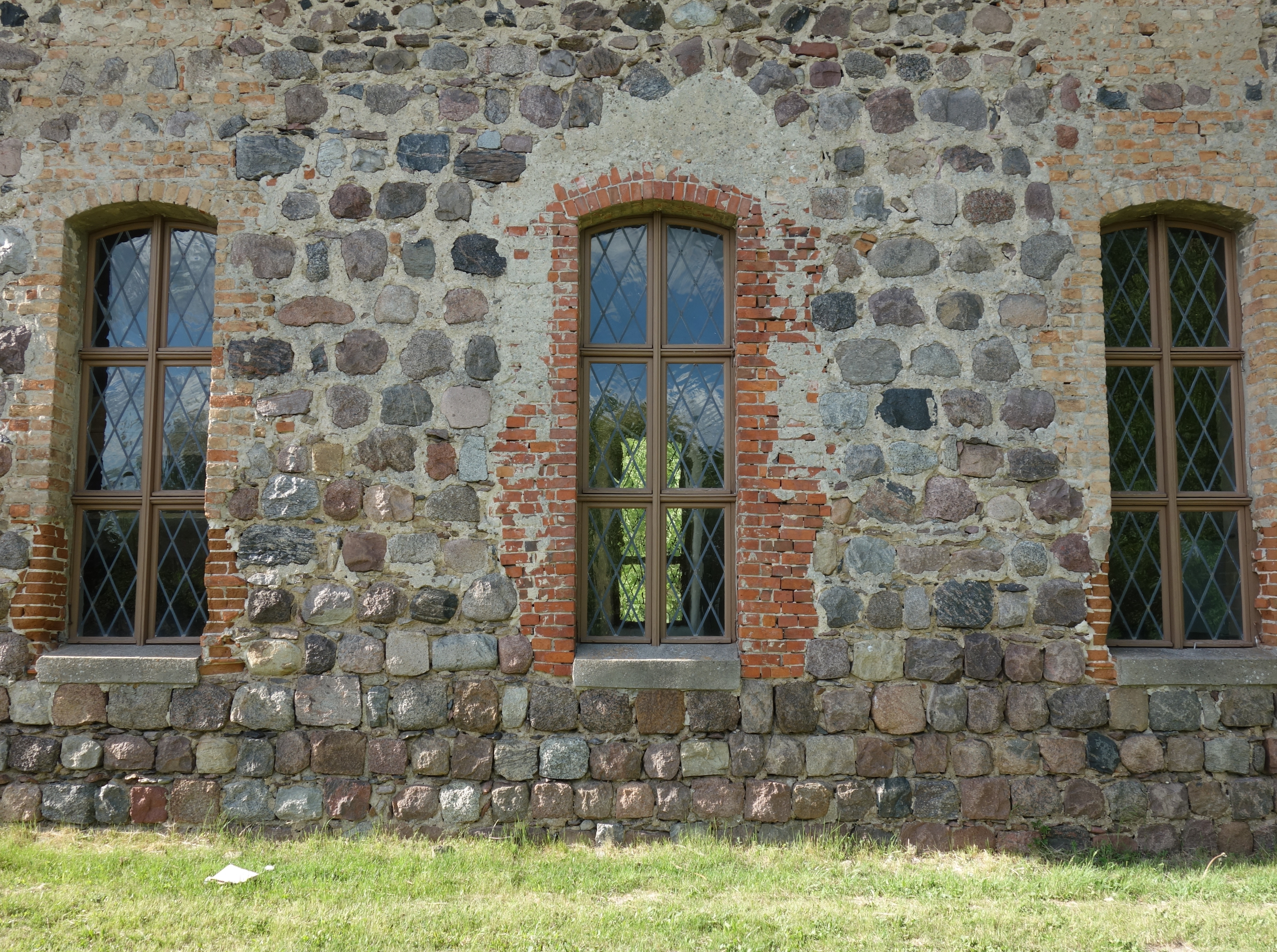
Nordfenster

Die Fenster der Kirche wurden im 18. Jh. vergrößert. In der Ostwand sind drei spitzbogige Lanzettfenster erhalten. An der Nordseite des Chors ist eine jüngere Sakristei angebaut, die ebenfalls aus Feldstein besteht, später nach Westen verlängert und durch eine Zwischenwand teilweise als Portalvorhalle abgeteilt wurde; der östliche Teil ist mit Tonnengewölbe geschlossen. Die ebenfalls tonnengewölbte Turmhalle wurde später durch eine Holzdecke unterteilt; gleichzeitig wurde eine Innentreppe eingebaut und die große Spitzbogenöffnung zum Kirchenschiff verkleinert.
Die Kirche ist mit ihrem Friedhof von einer spätgotischen Friedhofsmauer aus Feldstein mit Backsteinportalen im Osten
und Westen umgeben.

## Innengestaltung
Im flachgedeckten Schiff ist eine Hufeisenempore eingebaut, die im Jahr 1958 verkürzt wurde, dabei wurde auch die Ausstattung reduziert.
Die Kanzel, die ehemals Teil eines Kanzelaltars aus dem 18. Jahrhundert war, ist separat abgestellt. Die Kirche ist mit schlichtem Kastengestühl ausgestattet. Die Orgel ist ein Werk von Albert Hollenbach aus dem Jahr 1887 mit acht Registern auf einem Manual und Pedal, das im Jahr 1982/1984 durch die Firma Eberswalder Orgelbau restauriert wurde.